# Thorin et Cie

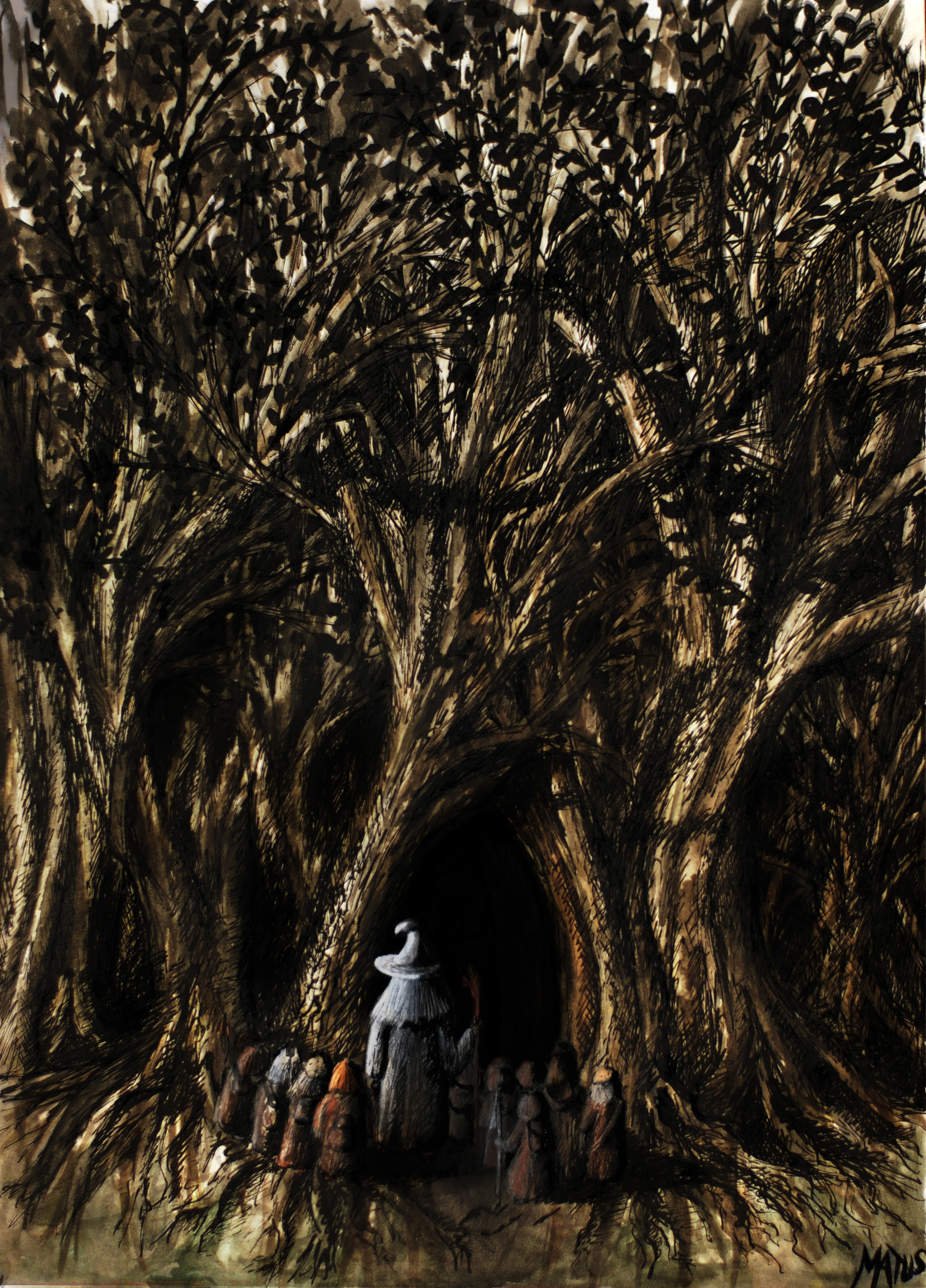
La Compagnie de Thorin à l'orée de Grand'Peur (vue d'artiste).

Thorin et Cie est un groupe de treize nains qui constitue la majeure partie des personnages principaux du roman Le Hobbit de J. R. R. Tolkien. Ils se nomment Thorin, Balin, Dwalin, Fíli, Kíli, Dori, Nori, Ori, Óin, Glóin, Bifur, Bofur et Bombur.
Ils appartiennent au peuple de Durin, le plus ancien et le plus prestigieux de toute la race naine, et sont presque tous issus de la famille royale de ce peuple, dont le chef à l'époque du récit est Thorin lui-même. Le roman relate l'expédition qu'ils entreprennent, conseillés par le magicien Gandalf et aidés du hobbit Bilbo Bessac, pour reconquérir le trésor de leurs ancêtres, perdu près de deux siècles plus tôt, lorsque le dragon Smaug a attaqué Erebor et en a chassé les Nains. Malgré la mort de 3 d'entre eux, l'aventure est couronnée de succès.

## Noms
Les noms des Nains du Hobbit proviennent du Dvergatal, une liste de nains de la mythologie nordique qui subsiste dans la Völuspá, un texte de l'Edda poétique, ainsi que dans le Gylfaginning, un texte de l'Edda en prose. Les variations entre la Völuspá et le Gylfaginning prouvent que Tolkien a pioché dans les deux textes au moment de donner leurs noms à ses personnages : Dori et Ori n'apparaissent que dans le Gylfaginning, et Óin est appelé Ái dans la Völuspá.
La seule exception semble être Balin, nom totalement absent du Dvergatal. John D. Rateliff propose qu'il s'agisse d'une altération du nom Vali, ou bien de celui du géant Bláin, mentionné quelques vers avant la liste des nains à proprement parler. Il est également possible que Tolkien ait puisé à une tout autre source pour ce nom et ait repris celui du chevalier Balin de la légende arthurienne.
Dans le texte anglais du Hobbit, les noms des Nains ne portent aucun accent, mais dans Le Seigneur des anneaux, Tolkien ajoute des accents aux noms de Fíli, Kíli, Glóin et Óin. Dans sa traduction des deux romans, Francis Ledoux ajoute des trémas aux noms se terminant en -in (Thorïn, Balïn, Dwalïn, Gloïn, Oïn), probablement pour des raisons de prononciation (/-ɪn/ et non /-ɛ̃/), et remplace les accents aigus du Seigneur des anneaux par des circonflexes dans sa traduction de ce dernier. La traduction du Hobbit par Daniel Lauzon, parue en 2012, reprend les noms tels qu'ils apparaissent dans le texte anglais du roman.

## Les Nains
Au moment de leur apparition dans le premier chapitre du Hobbit, les treize nains sont principalement caractérisés par la couleur de leur capuchon et, pour certains d'entre eux, par l'instrument de musique dont ils jouent. Certains d'entre eux ne sont guère davantage développés : comme le souligne Rateliff, les lignes de dialogue cumulées de Bifur, Bofur, Nori, Óin et Ori dans tout le roman n'atteignent pas une page. Il s'agit probablement d'une décision consciente de Tolkien, afin de ne pas noyer son lecteur sous une profusion de personnages, d'autant plus compréhensible compte tenu de l'origine orale du récit.
Sauf mention contraire, toutes les dates données sont celles du Troisième Âge.

### Balin
Pour les articles homonymes, voir Balin.

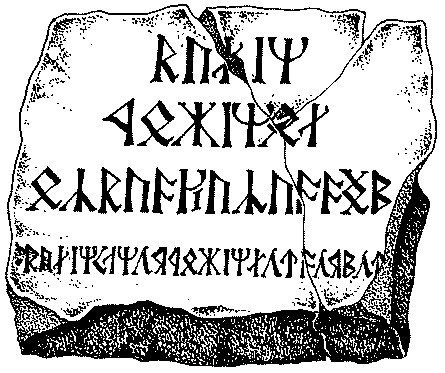
L'inscription sur la pierre tombale de Balin.

Balin (né en 2763) a une barbe blanche et un capuchon écarlate. Il joue de la viole.
Fils aîné de Fundin et frère aîné de Dwalin, Balin se trouve avec Thorin Ier lors de l'attaque de Smaug, en 2770, alors qu'il n'a que sept ans. En 2841, un siècle avant Le Hobbit, il fait partie, avec son frère, des compagnons de Thráin lorsque celui-ci quitte les Montagnes Bleues pour tenter de retourner à la Montagne Solitaire. C'est, de tous les Nains, le plus proche de Bilbon Sacquet. Il viendra même lui rendre visite par la suite dans la Comté avec Gandalf.
En 2989, il dirige une tentative de coloniser à nouveau la Moria, abandonnée par les nains depuis plus d'un millénaire. Bien que le roi Dáin II soit opposé à cette expédition, il laisse partir à contrecœur Balin et ses compagnons. La colonie connaît des débuts prometteurs, mais les orques et le guetteur de l'Eau finissent par en tuer la plupart des membres. Balin lui-même est tué par un archer orque en 2994 alors qu'il regardait dans le lac du Miroir. Il est inhumé dans la salle de Mazarbul, où la Communauté de l'Anneau découvre sa tombe en 3019.

### Bifur
Pour les articles homonymes, voir Bifur.
Bifur a un capuchon jaune et joue de la clarinette. Il est le cousin de Bofur et Bombur. Tous trois sont les seuls membres de l'expédition à ne pas être des descendants de Durin.
Son nom apparaît sous la forme Bivorr « tremblant » dans la Völuspá.

### Bofur
Bofur a un capuchon jaune et joue de la clarinette. Il est le frère de Bombur et le cousin de Bifur. Tous trois sont les seuls membres de l'expédition à ne pas être des descendants de Durin.

### Bombur
Bombur a un capuchon vert et joue du tambour. Il est le frère de Bofur et le cousin de Bifur. Tous trois sont les seuls membres de l'expédition à ne pas être des descendants de Durin.
Bombur se distingue par sa forte corpulence. Durant la traversée de Grand'Peur, il tombe accidentellement dans la rivière enchantée et sombre dans un profond sommeil qui dure plusieurs jours. Il survit à la bataille des Cinq Armées et s'installe en Erebor.
Dans Le Seigneur des anneaux, Glóin apprend à Frodon que Bombur est devenu tellement gros qu'il faut six jeunes nains pour le transporter.
Son nom apparaît sous la forme Bomburr dans la Völuspá. De manière appropriée, il signifie « grassouillet, ballonné ».

### Dori
Dori a un capuchon pourpre, une ceinture d'argent et joue de la flûte. Il est un cousin éloigné de Thorin, issu d'une autre branche de la maison de Durin. Il est le frère de Nori et le cousin de Ori.
Il est décrit comme le plus fort de la compagnie. C'est « un brave nain », qui se révèle particulièrement attentionné à l'égard de Bilbo : il le prend sur ses épaules lorsqu'ils fuient dans les cavernes des gobelins, puis se met en danger (non sans protester) pour lui permettre de grimper dans les arbres lorsque les loups et les gobelins les pourchassent dans la forêt. Il survit à la bataille des Cinq Armées et s'installe en Erebor.

### Dwalin
Dwalin (né en 2772) est le frère cadet de Balin. Il a une barbe bleue et un capuchon vert foncé, une ceinture dorée et joue de la viole.
En 2841, il fait partie, avec son frère, des compagnons de Thráin lorsque celui-ci quitte les Montagnes Bleues pour retourner en Erebor. Lors des événements relatés dans Le Hobbit, Dwalin est le premier nain à se présenter à la « réception inattendue » chez Bilbo. Par la suite, il prête un capuchon et une cape au hobbit. Il survit à la bataille des Cinq Armées et s'installe en Erebor, où il meurt en l'an 91 du Quatrième Âge, à l'âge inhabituellement élevé de 340 ans.
Dans la mythologie nordique, Dvalin ou Dvalinn est un nain important : outre le Dvergatal, il est également mentionné dans le Fáfnismál, le Hávamál et la Hervarar saga ok Heiðreks, entre autres. Son nom signifie « endormi », « engourdi » ou « flâneur ».

### Fíli
Fíli (né en 2859) a une barbe blonde et un capuchon bleu, une ceinture argentée et joue du violon. Il est le neveu de Thorin et le frère aîné de Kíli. Tous deux sont les membres les plus jeunes de l'expédition. Il est tué à la Bataille des Cinq Armées.

### Glóin
Glóin (né en 2783) a un capuchon blanc et une ceinture dorée. Son nom signifierait « le flamboyant », en référence à ses cheveux et à sa barbe de couleurs rouge (littéralement « the glowing one »). Il est le frère cadet d'Óin, et tous deux sont particulièrement doués pour allumer des feux.
Il n'est pas particulièrement développé dans Le Hobbit au-delà de ce trait particulier (Tolkien ne précise même pas de quel instrument il joue lors du concert impromptu à Cul-de-Sac). Il a participé à la bataille d'Azanulbizar en 2799. Il sera ensuite le seul membre de la compagnie à réapparaître en chair et en os dans Le Seigneur des anneaux : venu à Fondcombe pour demander conseil à Elrond, il participe au conseil qui se tient pour décider du sort de l'Anneau unique. Son fils Gimli représente les Nains au sein de la Communauté de l'Anneau.
Il meurt en 15 Q.A. à l'âge de 253 ans.

### Kíli
Kíli (né en 2864) a une barbe blonde (brune dans la version adaptée au cinema), un capuchon bleu et une ceinture d'argent. Il joue du violon. Il est le neveu de Thorin et le frère cadet de Fíli. Tous deux sont les membres les plus jeunes de l'expédition. Il est tué à la Bataille des Cinq Armées.

### Nori
Nori a un capuchon pourpre, sa ceinture est d'argent et il joue de la flûte. Il est un cousin éloigné de Thorin, issu d'une autre branche de la maison de Durin. Il est frère avec Dori et cousin d'Ori.

### Óin
Óin (né en 2774) est le frère aîné de Glóin. Il a un capuchon brun et une ceinture d'or comme son frère.
Comme lui, il est particulièrement doué pour allumer des feux. Il survit à la bataille des Cinq Armées et s'installe en Erebor. En 2989, il accompagne Balin dans sa tentative de reconquérir la Moria. Comme les autres membres de la colonie, il connaît un sort funeste : le Livre de Mazarbul rapporte sa mort, emporté par le Guetteur de l'Eau.

### Ori
Ori a un capuchon gris, une ceinture d'argent et joue de la flûte. Il est un cousin éloigné de Thorin, issu d'une autre branche de la maison de Durin. Il est le cousin de Dori et Nori.
Il survit à la bataille des Cinq Armées et s'installe en Erebor. En 2989, il accompagne Balin dans sa funeste tentative de reconquérir la Moria. Il connaît les tengwar, et rédige en caractères elfiques la fin du Livre de Mazarbul, relatant les morts de Balin et d'Óin avant de succomber lui-même (2994).
Son nom signifie « le furieux ».

### Thorin
Thorin (né en 2746) est l'héritier de Durin et le chef de l'expédition , oncle de Kili et Fili Il joue de la harpe. Il est tué à la bataille des Cinq Armées.

## Adaptations
Les crédits de la série radiophonique de 1968 adaptée du Hobbit pour la BBC ne mentionnent que deux comédiens :
- John Justin double Thorin ;
- Peter Pratt double Balin.

Les interprètes des autres nains sont inconnus.
Dans le téléfilm d'animation The Hobbit produit par Rankin/Bass en 1977, seuls quatre nains bénéficient d'un doubleur propre :
- Thorin est doublé par Hans Conried ;
- Bombur est doublé par Paul Frees ;
- Balin est doublé par Don Messick ;
- Dori est doublé par John Stephenson.

Les autres nains sont doublés par Jack DeLeon.
Dans l'adaptation cinématographique en trois volets de Peter Jackson (2012-2014), les nains sont interprétés par :
| - Richard Armitage (VF : Xavier Fagnon) : Thorin - Ken Stott (VF : Jean-Claude Donda) : Balin - William Kircher (VF : Olivier Bouana) : Bifur - James Nesbitt (VF : Marc Saez) : Bofur - Stephen Hunter (VF : Thierry Murzeau) : Bombur - Mark Hadlow (VF : Jean-Loup Horwitz) : Dori - Graham McTavish (VF : Philippe Catoire) : Dwalin | - Dean O'Gorman (VF : Alexandre Cross) : Fíli - Peter Hambleton (VF : Jean-Claude Sachot) : Glóin - Aidan Turner (VF : Damien Boisseau) : Kíli - Jed Brophy (VF : Vincent Violette) : Nori - John Callen (VF : Patrick Béthune) : Óin - Adam Brown (VF : Adrien Larmande) : Ori |